# Hwang Young-Cho
Hwang Young-Cho, född den 22 mars 1970 i Samchock, Sydkorea, är en sydkoreansk friidrottare inom långdistanslöpning.
Han tog OS-guld i maraton vid friidrottstävlingarna 1992 i Barcelona. 